# Truro (Nouvelle-Écosse)
Pour les articles homonymes, voir Truro.
Truro est une ville du Centre de la Nouvelle-Écosse. Elle est le chef-lieu du comté de Colchester et est située au sud de la rivière Salmon, près de son embouchure sur la baie Cobequid.

## Histoire
Les ancêtres des Mi’kmaq, qui habitèrent en premier cette région, l’appelèrent Cobequid, ce qui signifie « endroit où l’eau est turbulente ». Une rivière coule à cet endroit.
Les Acadiens y fondèrent un village appelé Cobéguit. En 1707, un total de 81 personnes, réparties en 17 familles acadiennes étaient établies dans la région. Ceux-ci furent déportés en août 1755 durant le raid d'Abijah Willard.
La ville de Truro a été fondée en 1761 par des Presbytériens, principalement d'origine écossaise d'Ulster, qui sont venus d'Irlande en passant par la Nouvelle-Angleterre. Elle est baptisée en l'honneur de la ville de Truro (Cornouailles), Angleterre. À l'origine, Truro était une petite communauté agricole. Son taux de croissance rapide soudain à partir de 1858 est dû à la construction du chemin de fer de la Nouvelle-Écosse, entre Halifax et Pictou. La ville a été officiellement incorporée en 1875.
En 2003, l'ouragan Juan y a fait d'importants dégâts aux petites heures du matin le 29 septembre.

## Croisée des chemins de la Nouvelle-Écosse
Aujourd'hui Truro est connu comme « la croisée des chemins de la Nouvelle-Écosse » car la ville est située à la jonction des chemins de fer Canadien National (Halifax vers Montréal) et Cape Breton and Central Nova Scotia Railway (Truro vers Sydney). Jusqu'aux années 1980, la ligne ferroviaire de Windsor à Yarmouth, passant par la vallée d'Annapolis, de la Dominion Atlantic Railway filiale du Canadien Pacifique passait à Truro. VIA Rail Canada exploite le train de passagers L'Océan qui fait le parcours entre Halifax et Montréal via Truro. Truro est également desservi par les autocars des Lignes Acadiennes.
Un carrefour routier important passe juste au nord de Truro dans la communauté rurale d'Onslow. L'autoroute 102, route des vétérans de la Nouvelle-Écosse, s'y termine à l'autoroute 104, laquelle fait partie de la Route transcanadienne. Dans la ville, les autres carrefours routiers importants sont ceux des routes No 2 et No 4 ainsi que ceux de la route No 236 et de la Glooscap Trail, une route panoramique.

## Démographie
| 2001   | 2006   | 2011   | 2016   |
| ------ | ------ | ------ | ------ |
| 11 457 | 11 765 | 12 059 | 12 261 |

## Personnes célèbres

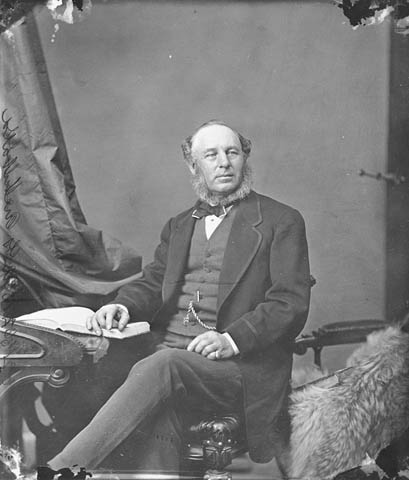
Sir Adams George Archibald

Les indigènes et les résidents célèbres de Truro incluent :
- Leo McKay, Jr., romancier, professeur d'arts littéraires pour l'école secondaire Cobequid Educational Centre à Truro
- Jeffrey Douglas, l'acteur, Joe de I Am Canadian
- Robert Stanfield, politicien
- Portia White, chanteuse
- Cory Bowles, acteur/danseur/muscian
- Sir Adams George Archibald, père de Confédération
- John Gray, dramaturge
- Lenore Zann, actrice
- Lewis MacKenzie, major-général en retraite; chef de l'ancien force de maintien de la paix le chef en Bosnie-Herzégovine
- Frank McKay, musicien
- Peter Yeadon, architecte renommé
- Barry Stagg, chanteur/compositeur de chansons/dramaturge/musicien
- Lyle Carter, gardien de but de la Ligue nationale de hockey pendant une saison
- Alexander Forrester, directeur de l'École normale de la Nouvelle-Écosse
- Ashley Smith a été transférée à la prison pour femmes de Truro à sa majorité

## Divers

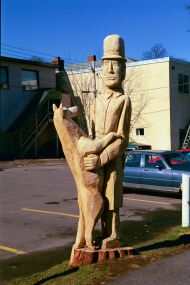
Sculpture sur arbre de John W. (Jack) Fraser "Chef de police" de 1888 à 1953

- Le village voisin Bible Hill est le siège de l'université Nova Scotia Agricultural College, le seul collège agricole de niveau universitaire au Canada atlantique.
- Le fleuve Salmon coulant le long de la frontière nord de Truro est connu pour ses grandes marées, une des plus grandes en Amérique du Nord, car il est connecté à la directement à la baie de Fundy.
- Truro est parsemé de sculptures en bois uniques fait sur des troncs d'orme morts de la maladie hollaise de l'orme. Ces sculptures se retrouvent dans tout le centre-ville. Elles permirent de surnommer Truro la « capitale de la sculpture d'arbres de la Nouvelle-Écosse ».
- Le parc de Victoria est une forêt protégée de 160 hectares en bordure sud de la ville. On peut y apprécier le panorama le long du ruisseau Lepper et ses deux chutes.
- Truro est le site de l'une des dernières usines de textile restantes au Canada, la Stanfield Ltd. Stanfield est connu à travers le Canada pour ses t-shirts, chaussettes et sous-vêtements. D'autres produits construits fait à Truro incluent la fabrication de tapis à l'usine de Crossley et les produits moulés de plastique.
- La ville et ses abords ont une variété d'événements culturels tout au long de l'année: le plus célèbre festival de tulipes, tenu chaque été, et la course de vélo tenue par Hub Cycle.
- Les musiciens locaux jouent de la country au punk rock (par ex. Zaat).
- La communauté non incorporée voisine Salmon River, du côté est, a été désignée Hockeyville lors d'un concours pan-canadien organisé par la CBC au printemps de 2006.